# Ave Satani
Ave Satani (лат. Ave — здравствуй, лат. Satan — Сатана) — тема и песня, написанная Джерри Голдсмитом к мистическому триллеру Ричарда Доннера «Омен» («Предзнаменование»), вышедшему на экраны в 1976 году.
Песня получила номинацию на премию Оскар как лучшая песня к фильму 1976 года.

## История появления
Название песни — «Ave Satani» — на латыни предполагает противопоставление известному прославлению «Ave Christi».
В интервью Джерри Голдсмит говорит, что основная идея состояла в создании сатанинской версии григорианского пения. Эта идея пришла к нему во время общения с помогавшим ему регентом лондонского хора. Джерри Голдсмит решил создать что-то вроде чёрной мессы, противопоставляя её латинской мессе. Для реализации этой идеи они вместе с регентом хора взяли в качестве основы латинскую мессу и инвертировали обращения к Богу и святым на обращения к Сатане.

## Версии
Песня записывалась и исполнялась различными музыкантами, иногда с изменениями в тексте. Среди них:
- Fantômas.
- Сильвио Тулио.
- Gregorian.
- Ди Снайдер.
- Genocide Organ.

## Значение латинских выражений, используемых в песне
| Текст песни               | Грамматически правильная версия | Русский перевод                    |
| ------------------------- | ------------------------------- | ---------------------------------- |
| sanguis bibimus           | sanguinem bibimus               | Мы пьём кровь                      |
| corpus edimus             | corpus edimus                   | Мы вкушаем тело                    |
| tolle corpus Satani       | tolle corpus Satanae            | Возродите тело Сатаны!             |
| ave, ave Versus Christus! | avē, avē Antichriste!           | Здравствуй, здравствуй, Антихрист! |
| ave Satani!               | avē Satana!                     | Здравствуй, Сатана!                |

Стоит отметить, что в тексте песни допущены грамматические ошибки. Так, вместо «sanguis» должно быть «sanguinem», вместо «ave satani» — «ave satana(s)», вместо «corpus satani» — «corpus satanae», вместо «versus Christus» должно быть «antichriste», хотя это может значить «враг Христа» или «оппонент Христа» (в этом случае, тем не менее, должно быть «verse Christi» в звательном падеже) и вместо «tolle corpus» должно быть «elevate corpus».